# Người Tochari
Người Tochari hay người Tokhari là một dân tộc Ấn-Âu từng cư ngụ trong những thành bang ốc đảo cạnh rìa bắc lòng chảo Tarim (nơi ngày nay thuộc Tân Cương, Trung Quốc) vào thời cổ đại.
Hai ngôn ngữ Tochari, tạo thành một nhánh của ngữ hệ Ấn-Âu, được biết đến nhờ các bản thảo niên đại từ thế kỷ VI-VIII. Cái tên "Tochari" là do các học giả thời hiện đại đặt, bởi họ tin rằng dân tộc "Tochari" này chính là dân tộc từng sinh sống ở Bactria từ thế kỷ II TCN và được văn liệu Hy Lạp gọi là Tókharoi (Tochari trong tiếng Latinh). Sự nhận diện này nay thường được coi là sai lầm, song cái tên "Tochari" vẫn gắn bó với dân tộc này và ngôn ngữ của họ.
Những cộng đồng nông nghiệp bắt đầu hình thành trong các ốc đảo mạn bắc Tarim khoảng 2000 TCN. (Xác ướp Tarim cổ nhất, có lẽ chẳng liên quan gì đến người Tochari, có niên đại khoảng năm 1800 TCN.) Một số học giả cho rằng cư dân trong những cộng đồng này là có liên quan đến cư dân nền văn hóa Afanasievo (xuất hiện trước đó (khoảng  3500–2500 TCN) ở Xibia) hay cư dân phức hợp khảo cổ Bactria–Margiana (BMAC) miền Trung Á.
Đến thế kỷ II TCN, những cộng đồng này phát triển lên thành bang, song bị các tộc người du mục phía bắc đe dọa cũng như bị các triều đại Trung Quốc phía đông lấn át. Các thành bang này, mà lớn hơn cả là Kucha, từng đóng vai trò điểm dừng chân trên con đường tơ lụa chạy dọc rìa bắc hoang mạc Taklamakan.
Từ thế kỷ VIII, người Uyghur – một dân tộc nói ngôn ngữ Turk từ Cao Xương Hồi Cốt – đến định cư trong vùng. Người dân các thành bang ở Tarim sau đó dần hòa trộn vào người Uyghur, và tiếng Uyghur cổ lan ra khắp vùng. Các ngôn ngữ Tochari rồi thì biến mất vào thế kỷ IX.